# Emma Goetz
Emma Goetz (* 6. Januar 2006) ist eine luxemburgische Fußballspielerin.

## Karriere

### Vereine
Goetz stammt aus der Jugendmannschaft des FF Norden 02 und spielte als Torhüterin im weiteren Verlauf für die in Wintger ansässige Association Sportive Wincrange. Im Seniorinnenbereich spielte sie ab der Saison 2021/22 für die Entente Wintger/Wiltz in der Dames Ligue 1, der höchsten Spielklasse im luxemburgischen Frauenfußball; dafür trainierte sie in der B-Jugendmannschaft des FC Metz.
Mit guten Leistungen auf sich aufmerksam gemacht, wurde sie zur Saison 2022/23 vom SC Freiburg verpflichtet, mit der Absicht sie zunächst in der zweiten Mannschaft zum Einsatz kommen zu lassen, um sie schnellstmöglich in die erste Mannschaft zu integrieren. Ihr Debüt in der 2. Bundesliga gab sie am 18. September 2022 (2. Spieltag) bei der 1:6-Niederlage im Heimspiel gegen den FSV Gütersloh 2009 über 90 Minuten.

### Nationalmannschaft
Die Torhüterin bestritt seit 2021 insgesamt zwölf Länderspiele für diverse Jugendauswahlen Luxemburgs. Für die A-Nationalmannschaft debütierte sie am 16. Februar 2022 in Mamer beim 5:0-Sieg im Freundschaftsspiel gegen die Nationalmannschaft Tahitis.